# Sottaceto

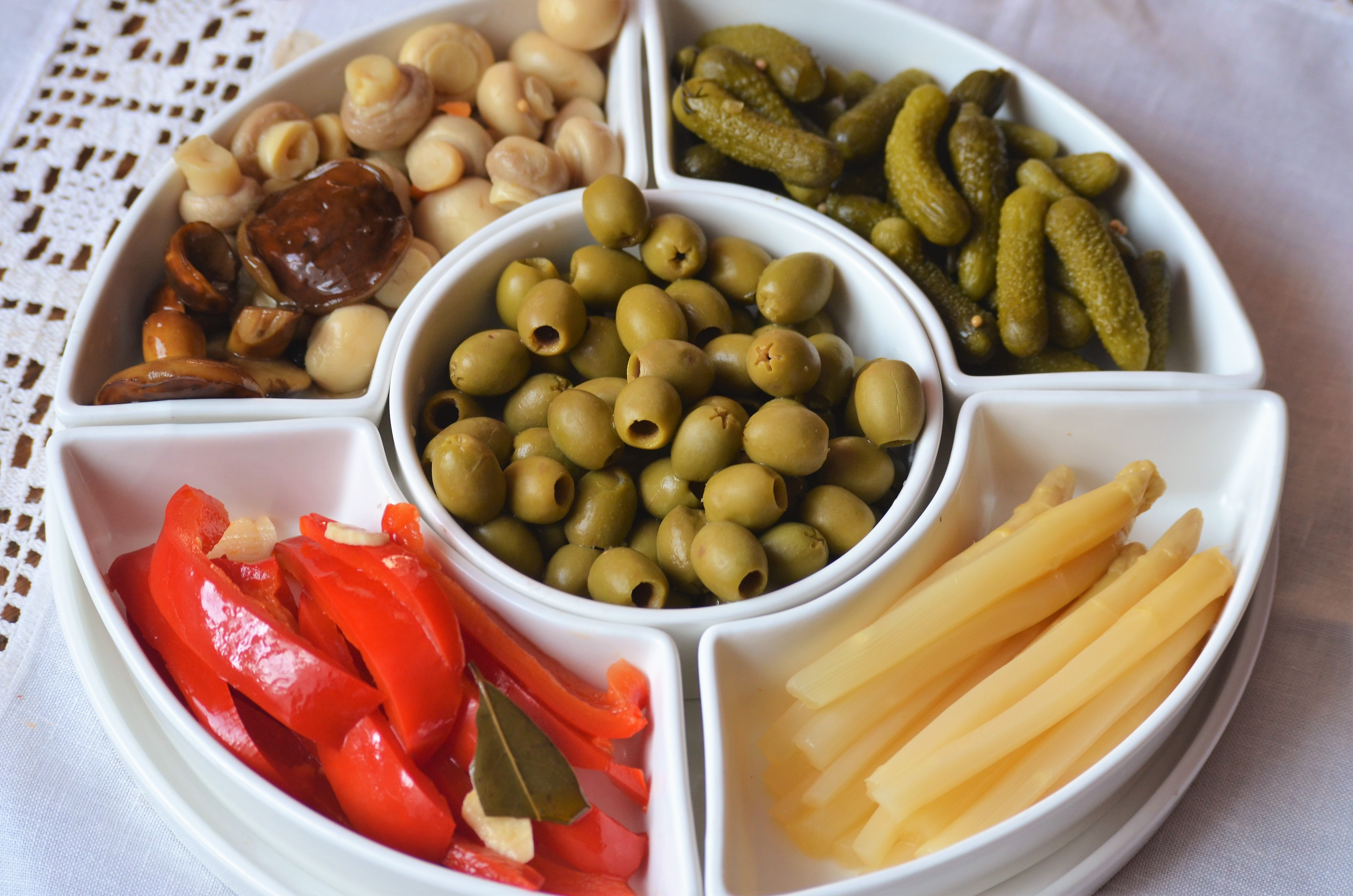
Sottaceti polacchi

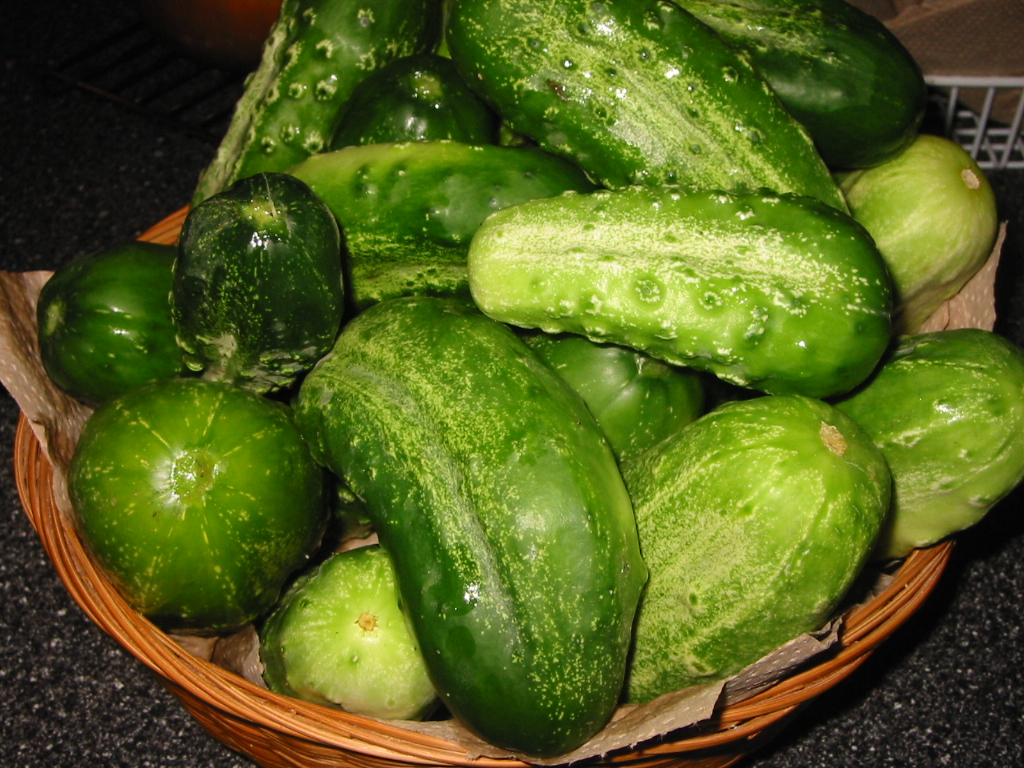
Cetrioli (di qualità Gherkin) pronti per essere conservati sottaceto.

Il sottaceto o sottoaceto è un metodo di conservazione degli alimenti tramite fermentazione anaerobica data da una salamoia che produce i batteri dell'acido lattico o marinando il cibo in una soluzione acida come l'aceto. Il cibo così conservato è quindi noto come "sottaceto". Questa procedura, oltre a conservare i cibi, conferisce ai prodotti un sapore tipicamente salato o aspro.
Tipico dei sottaceti è il pH, che risulta inferiore al 4,6, sufficiente ad eliminare la maggior parte dei batteri. Il sottaceto può durare fino a qualche anno mantenendo invariate le proprie qualità nutritive. Tuttavia per aumentare le capacità antibatteriche vengono a volte aggiunte erbe e spezie con qualità antimicrobiche come semi di senape, aglio, cannella o chiodi di garofano. Se il tipo di cibo utilizzato per la conservazione è sufficientemente umido si usa aggiungere del sale per permetterne la seccatura. Ad esempio i crauti del Trentino-Alto Adige o il Kimchi coreano vengono posti in una salamoia per asciugare l'acqua in eccesso. La naturale fermentazione a temperatura ambiente produce poi la tipica acidità. Il metodo più comune rimane tuttavia la conservazione sotto aceto, da cui deriva il nome.
Diversamente dal metodo della conserva, come le conserve di pomodoro, il sottaceto (che invece include la fermentazione) non necessita di una preventiva sterilizzazione prima della salatura o dell'acetizzazione. L'acidità o salinità della soluzione, la temperatura di fermentazione, e l'esclusione dell'ossigeno determinano quali microrganismi prevarranno, determinando di conseguenza il tipo di sapore che il cibo assumerà.
Quando sia la concentrazione di sale che la temperatura risultano abbastanza basse è il batterio Leuconostoc mesenteroides a prevalere, producendo un aroma misto tra l'acido e l'alcolico. Ad alte temperature è invece il Lactobacillus plantarum a dominare, producendo principalmente acido lattico. La maggior parte dei sottaceti inizia il processo di conservazione insieme al Leuconostoc, per poi cambiare nel Lactobacillus ottenendo un'altissima acidità.